# تپه سرآب نیلوفر ۱
تپه سرآب نیلوفر ۱ مربوط به دوران پیش از تاریخ ایران باستان تا دوران‌های تاریخی پس از اسلام است و در شهرستان کرمانشاه، روستای سرآب نیلوفر واقع شده و این اثر در تاریخ ۷ مهر ۱۳۸۱ با شمارهٔ ثبت ۶۴۴۹ به‌عنوان یکی از آثار ملی ایران به ثبت رسیده است.